# Sint-Martinuskerk (Desselgem)

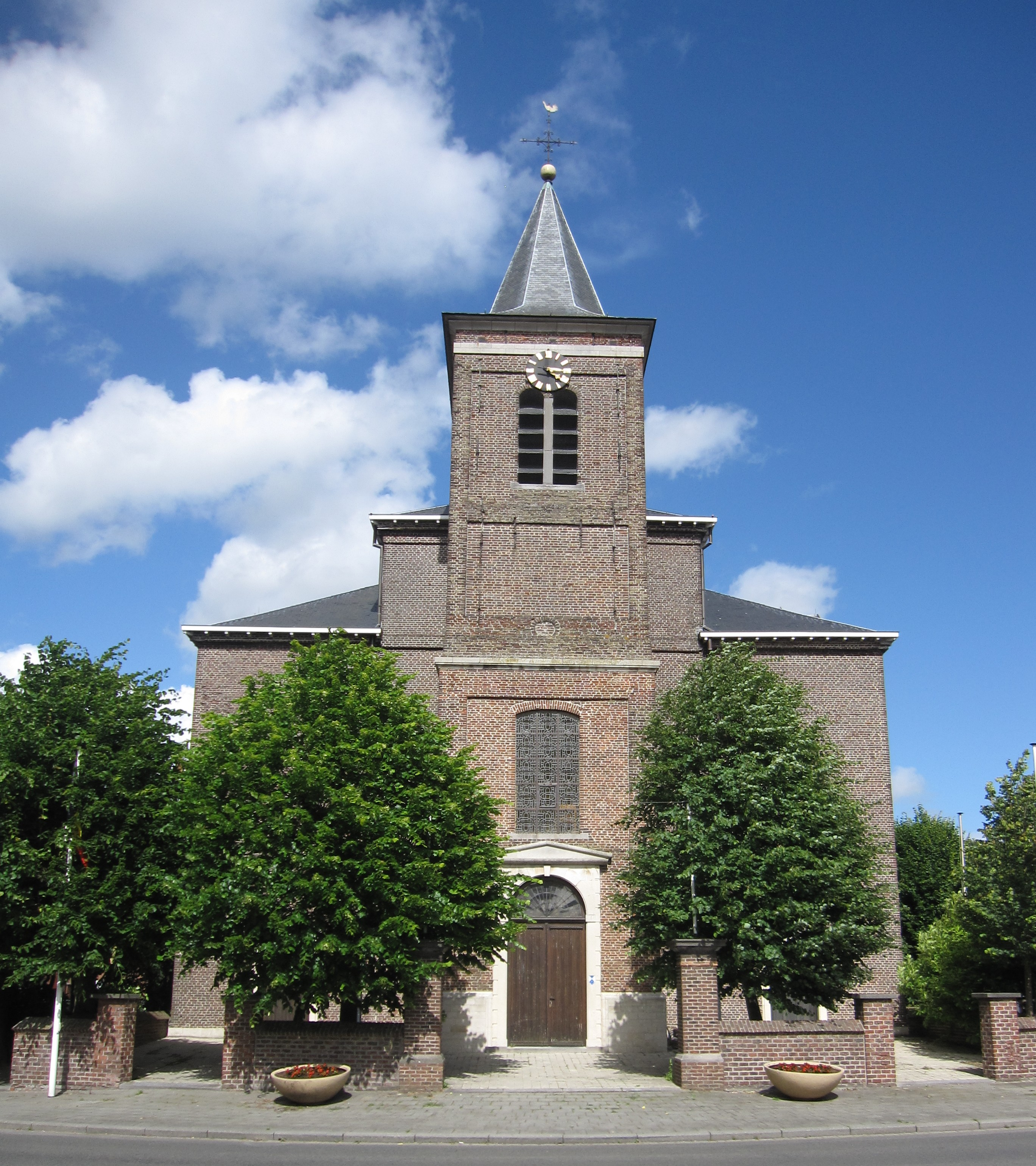
Sint-Martinuskerk

De Sint-Martinuskerk is de parochiekerk van de tot de West-Vlaamse gemeente Waregem behorende plaats Desselgem, gelegen aan de Liebaardstraat.

## Geschiedenis
In 964 zou er al een lemen kerkje zijn geweest. Ook in 1038 werd die kerk genoemd, waarvan het patronaatsrecht toebehoorde aan de Sint-Pietersabdij te Gent. In 1164 werd een grotere, romaanse zaalkerk gebouwd in Doornikse steen. Tijdens de 14e of 15e eeuw kwam er een gotisch koor met driezijdige sluiting. In 1463 was er al sprake van een gotische kruiskerk met vieringtoren.
In de 16e eeuw werd het koor vergroot, maar in 1559 of 1560 werd de kerk verwoest door de Gentse calvinisten. In 1599 werd met het herstel begonnen. In de 17e eeuw werd de kruiskerk door een hallenkerk vervangen, waarbij het transept werd afgebroken. Tussen 1620 en 1641 kwam de noordelijke zijbeuk tot stand, waarmee een tweebeukige hallenkerk zonder toren ontstond. In 1694 werd de kerk door Franse troepen geplunderd.
In 1736-1737 werd de westgevel gesloopt en werd een westtoren voorgebouwd.
In 1829 werd het Onze-Lieve-Vrouwekoor vergroot.
In 1841 werd de kerk afgebroken en een nieuwe kerk, in neoclassicistische stijl opgetrokken waarbij de 18e-eeuwse toren behouden bleef. In 1870 kwam een orgel van 1680, vervaardigd door Jan van Belle, dat afkomstig was van de Augustijnenabdij Zonnebeke.
De kerk werd zowel tijdens de Eerste als tijdens de Tweede Wereldoorlog beschadigd, waarna steeds herstel volgde.

## Gebouw
Het betreft een driebeukige hallenkerk in neoclassicistische stijl met voorgeplaatste, 18e-eeuwse, toren op vierkante plattegrond.

## Interieur
Van belang is het Van Belle-orgel van 1680. Het werd in 1873 verbouwd door Pieter Loncke, en onderging daarna nog meerdere restauraties. In 1980 werd besloten om het 17e-eeuwse orgel te reconstrueren terwijl de toevoegingen door Pieter Loncke, ook waardevol, hun bestemming kregen in een nieuw orgel dat onderdelen bevat welke in overeenstemming zijn met andere orgels van deze orgelbouwer.

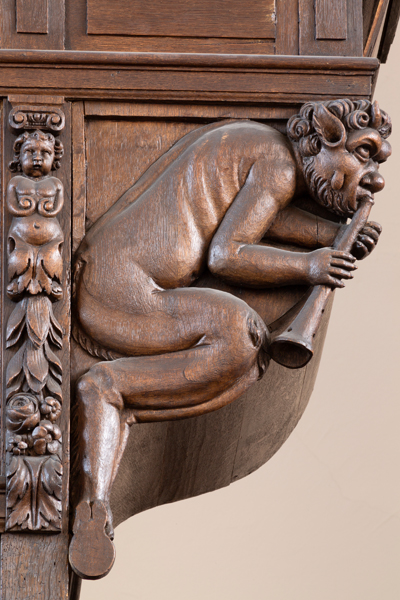
Houtsnijwerk
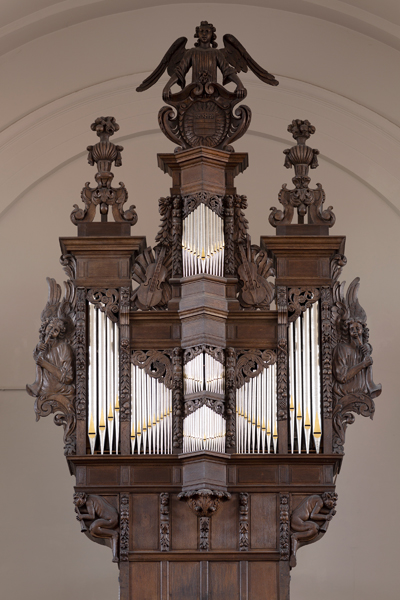
Orgel
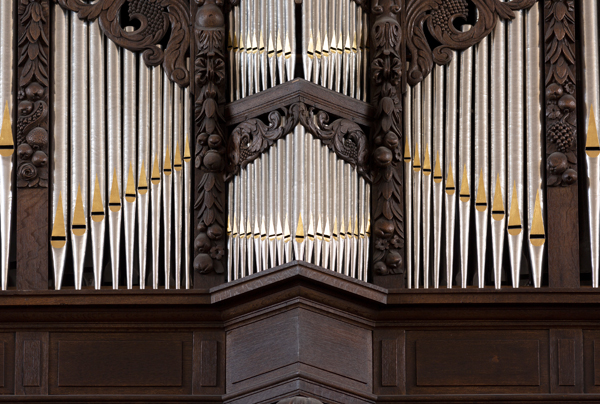
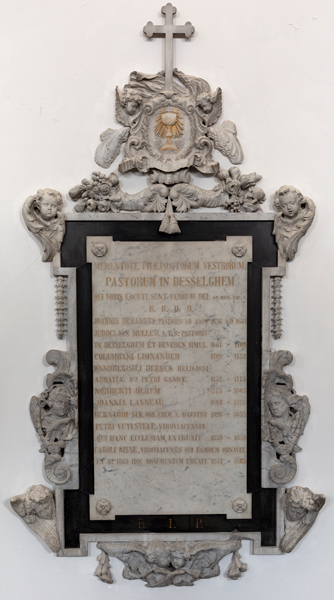
Epitaaf
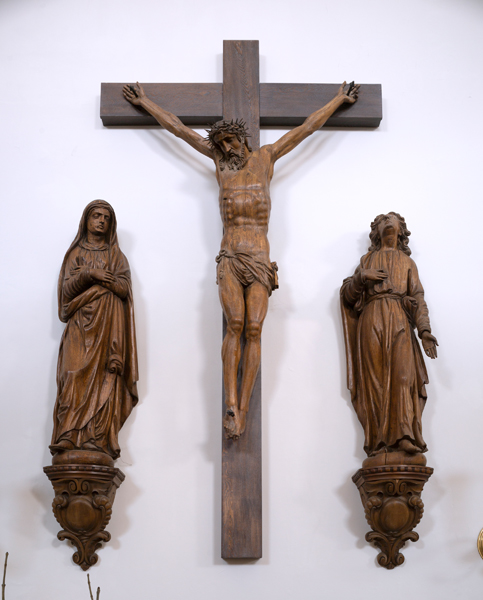
Calvarie
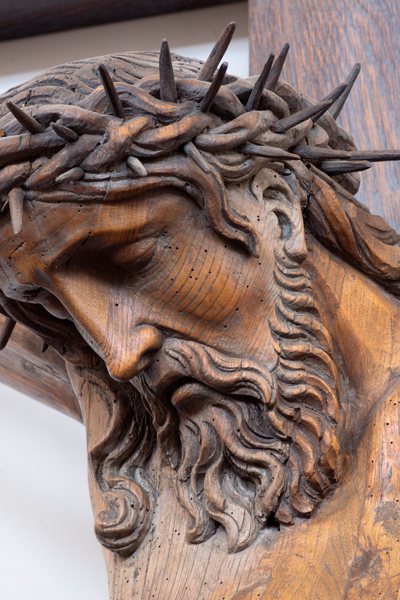